# Ludwig Prandtl
Ludwig Prandtl (født 4. februar 1875, død 15. august 1953) var en tysk fysiker, der især beskæftigede sig med aerodynamik. Han foretog banebrydende forskning inden for matematisk analyse, hvilket fik afgørende betydning for den ingeniørmæssige forskning, der står bag opsendelsen af rumfartøjer. Han har lagt navn til Prandtls tal, et mål for forholdet mellem diffusionskoefficienterne for hastighed og varme i hydrodynamiske systemer.